# Dragon Ball Z - La resurrezione di 'F'
Dragon Ball Z - La resurrezione di 'F' (ドラゴンボールZ 復活の「F」?, Doragon Bōru Zetto: Fukkatsu no「Efu」) è un film d'animazione del 2015 diretto da Tadayoshi Yamamuro.
Si tratta del 15º film cinematografico basato sulla serie televisiva anime Dragon Ball Z, uscito nei cinema giapponesi il 18 aprile 2015. Prodotto da Toei Animation e distribuito da 20th Century Fox, il film è stato distribuito sia in 2D che in 3D, in Giappone anche in 4DX. È il secondo film direttamente supervisionato da Akira Toriyama, dopo Dragon Ball Z - La battaglia degli dei del 2013 e ne è strettamente collegato. In Italia è stato distribuito nei cinema da Lucky Red dal 12 al 14 settembre 2015.
La pellicola è ambientata dopo La battaglia degli dei e prima della fine del manga, quindi tra i capitoli 517 e 518. La storia è incentrata sul ritorno di Freezer e compaiono anche Bills e Whis del precedente film, oltre a Jaco di Jaco the Galactic Patrolman per la prima volta in versione animata.
Il 27 agosto 2016 alle 21:00 è stato trasmesso in Giappone sull'emittente Fuji TV, una versione estesa del film con scene inedite, in parte incentrate su Trunks del futuro riguardanti lo scontro con Freezer e i suoi uomini, osservato dal suo punto di vista. La vicenda mostra Trunks tra le macerie di un laboratorio alla ricerca di un fluido verde, e trova un libro intitolato "la leggenda di Dragon Ball" che parla della battaglia contro Freezer ma Black, un cattivo identico a Son Goku, cerca di uccidere Trunks, che viene però salvato da Mai.
Globalmente la pellicola ha incassato 64,8 milioni di dollari, di cui 8 milioni di dollari negli Stati Uniti e 520.000 euro in Italia.

## Trama
Le armate di Freezer sono ora guidate da un alieno di nome Sorbet, il quale si trova in serie difficoltà nel tentativo di tenere insieme l'impero del suo defunto padrone; pertanto ha intenzione di far tornare in vita il tiranno galattico grazie al potere delle sfere del drago. Assieme a Tagoma, la sua guardia del corpo, Sorbet si reca sulla Terra e, costringendo Pilaf, Mai e Shu a trovare le Sfere, evoca il drago Shenron per chiedergli di riportare in vita Freezer. Shenron acconsente alla richiesta, ma riporta il tiranno galattico a pezzi, in quanto l'ultima volta il Trunks del futuro, prima di polverizzarlo, lo ha distrutto con la sua spada, ma Sorbet riesce a riportarlo com'era grazie a un dispositivo rigenerativo. Tornato in vita, Freezer decide per la prima volta di allenarsi, affermando che nella sua vita non ne aveva mai avuto la necessità. Quattro mesi dopo, Son Gohan, Piccolo, Crilin, Tenshinhan e il Maestro Muten, avvertiti da Jaco, sono costretti ad affrontare lui e il suo esercito di 1000 uomini per salvare il pianeta dalla distruzione: alla battaglia non partecipano né Yamcha e Jiaozi, consigliati da Tenshinhan nel rimanere a casa, né Goten e Trunks, rimasti a casa con una scusa di Gohan in modo tale da tenerli lontani dalla battaglia.
Nel frattempo Son Goku e Vegeta si stanno allenando sul pianeta di Whis e del Dio della distruzione Bills. Durante l'allenamento, dopo essere stati messi al tappeto dal maestro del dio, vengono ammoniti; Vegeta viene criticato in quanto è troppo nervoso durante la battaglia, mentre al contempo Goku vede rimproverato il suo atteggiamento di affrontare ogni sfida con eccessiva leggerezza. I quattro ricevono un messaggio da parte di Bulma e si recano sulla Terra per contrastare Freezer, che nel frattempo ha polverizzato il suo esercito, ritenendoli incapaci nel fronteggiare i guerrieri Z. La lotta comincia con Goku che non si trasforma e resta alla forma base, riuscendo a tenere testa all'imperatore.
In seguito, Freezer rivela di essersi allenato duramente per quattro mesi, raggiungendo una nuova forma molto più potente: Golden Freezer. Quindi Goku risponde trasformandosi nella versione Super Saiyan del Super Saiyan God.
Freezer è in vantaggio per quasi tutta la durata dello scontro fino a quando Goku e Vegeta trovano il punto debole del nemico: Freezer infatti, ansioso di ottenere la sua vendetta, si è precipitato sulla Terra subito dopo avere raggiunto la sua nuova trasformazione senza allenare il suo corpo a sopportare il consumo di energia e la potenza spropositata che questa forma gli conferisce. Freezer quindi va via via perdendo la potenza della nuova trasformazione fino a quando non riesce più a tenere testa a Goku che infine ottiene vantaggio sul potente nemico. Quando Goku è ad un passo dalla vittoria decide ancora una volta (come su Namecc) di risparmiare la vita a Freezer offrendogli di lasciarlo andare per poi combattere nuovamente in futuro, ma Freezer, che conoscendo il saiyan aveva previsto tutto, aveva preparato un piano d'emergenza per assicurarsi la vittoria in caso le cose si fossero messe male per lui: infatti, approfittando della distrazione di Goku, Sorbet attacca il saiyan con il raggio laser del suo anello colpendolo al cuore e ferendolo quasi mortalmente, facendogli perdere la sua forma da Super Saiyan God Super Saiyan.
Freezer ne approfitta quindi per continuare ad infierire sul nemico ormai sconfitto ma prima di infliggergli il colpo di grazia decide di lasciare a Vegeta il compito di uccidere Goku con il compromesso di risparmiare solo lui e di nominarlo comandante supremo del nuovo impero personale di Freezer. Vegeta, tuttavia, rifiuta di tornare al servizio di Freezer e decide di salvare Goku, permettendo a Crilin di fargli mangiare un senzu deviando l'attacco di Freezer a lui destinato e mandandolo contro Sorbet che ne viene ucciso. Vegeta si trasforma quindi in Super Saiyan God Super Saiyan, dicendo a Freezer che lui, a differenza di Goku, non ha compassione per il nemico. Freezer ormai indebolito e con poche energie dopo lo scontro con Goku non riesce nemmeno a tenere testa a Vegeta che lo sconfigge facilmente facendogli perdere la sua trasformazione dorata.
Mentre Vegeta è in procinto di sferrare l'attacco finale verso Freezer, quest'ultimo sferra un potente attacco verso il cuore del pianeta facendolo esplodere. Riescono a salvarsi solamente coloro che erano presenti sul campo di battaglia, ad eccezione di Vegeta, in quanto protetti da uno scudo creato da Whis e Bills; anche Freezer si salva in quanto capace di sopravvivere nello spazio aperto. Per ripristinare la Terra Whis decide tuttavia di riportare indietro il tempo di tre minuti, dicendo a Goku che dovrà affrettarsi a sconfiggere definitivamente Freezer prima che egli sferri nuovamente l'attacco verso il pianeta. Quindi, tornato indietro nel tempo, Goku interviene nel mezzo dello scontro fra Freezer e Vegeta e sconfigge il nemico definitivamente con una potente Kamehameha.
In una scena dopo i titoli di coda Freezer è mostrato nuovamente prigioniero all'Inferno all'interno di un bozzolo bianco e, riaccolto dagli esseri sovrannaturali che avevano il compito di "tormentarlo" (angeli, fatine e esseri dall'aspetto dolce e giocoso, per lui insopportabili), urla per la frustrazione.

### Nuovi personaggi
Sorbet (ソルベ?, Sorube)
L'ex ufficiale di stato maggiore della terza regione stellare al servizio di Freezer e leader provvisorio dell'armata galattica di Freezer, ed è anche un soldato d'élite nell'armata galattica di Freezer, sotto i comandi del tiranno spaziale. Anni dopo la morte di Freezer per mano di Trunks del futuro, Sorbet è intenzionato a trovare i namecciani e utilizzare le loro sfere del drago per riportare in vita Freezer. Sfortuna vuole che non riescano a trovare il pianeta di Namecc, e così Sorbet e Tagoma corrono il rischio e vanno sulla Terra, radunano le sfere del drago e fanno resuscitare il suo padrone. Il suo nome deriva dal sorbetto, un noto tipo di dessert ghiacciato.
Tagoma (タ ゴ マ?, Tagoma)
Uno dei soldati d'élite dell'armata galattica di Freezer e guardia del corpo del comandante Sorbet. Tagoma viene presentato come uno dei fedeli di Sorbet, che è al comando dell'armata galattica di Freezer. Sorbet capisce che, dopo aver perso una parte importante dell'esercito, è arrivato il momento di riportare in vita Freezer con le sfere del drago. Una volta avuto da Shenron Freezer in pezzettini, Tagoma propone di portarlo sull'astronave dove viene rigenerato. Tornato in vita, Freezer non dà la precedenza a riportare la sua armata allo splendore di una volta ma è assetato di vendetta. Decide così di allenarsi duramente per quattro mesi per essere sicuro di poter battere Son Goku e gli altri. Per i suoi faticosi allenamenti, Tagoma viene incaricato come compagno di esercitazioni. Il nome di Tagoma è l'anagramma di "tamago" (卵?, Tamago), cioè "uovo" in giapponese.
Shisami (シ サ ミ?, Shisami)
Uno dei soldati d'élite dell'armata galattica di Freezer sotto gli ordini di Sorbet. Shisami fa parte delle alte cariche dell'élite di Freezer insieme a Tagoma e al comandante Sorbet. Quest'ultimo ha intenzione di resuscitare Freezer tramite le sfere del drago. Tagoma lo avvisa che è molto pericoloso ma Sorbet decide di andarci a qualunque costo, insieme a lui. Per questa preferenza Shisami si infastidisce un po'. Si arrabbia pure quando Tagoma dubita che Freezer possa essere all'altezza di far rinascere il loro esercito.

## Produzione
Il film viene rivelato nell'anteprima del numero di settembre 2014 di V-Jump, uscito il 19 luglio dello stesso anno. La rivista annuncia che Akira Toriyama si sarebbe occupato della sceneggiatura e del character design. In un'intervista, Toriyama dichiara che ha pensato al film come la continuazione del manga originale e che, non dovendo disegnare niente, si è occupato anche dei dialoghi più insignificanti; continua dicendo che il film sarà un seguito di Battle of Gods e che saranno presenti molte più scene d'azione. Per enfatizzare l'impegno che ha messo nella pellicola, rende noto che persino il suo primo editore, Kazuhiko Torishima, ha elogiato il suo lavoro, nonostante lo faccia molto raramente.
Qualche giorno prima, il 15 luglio, la Toei Animation aveva già creato il sito ufficiale del film, dal quale si poteva estrapolare un'immagine di Goku Super Saiyan, con la tag-line "L'intero universo ha atteso. Una battaglia di dimensioni divine comincia". Il 18 luglio, la Toei rende il sito di pubblico accesso. Questa volta, conteneva un'immagine di Shenron, con un messaggio di cattivo auspicio: "Il peggior desiderio della storia. Questo è l'inizio della disperazione"; era presente anche la già citata immagine di Goku Super Saiyan, con la scritta "Golden Week 2015".
Il giorno seguente, il 19 luglio, Tadayoshi Yamamuro viene confermato regista del film.
Il primo trailer viene caricato sul sito ufficiale il 24 luglio e mostra uno sconosciuto chiedere a Shenron di resuscitare qualcuno. Dopo che il desiderio viene esaudito, la scena si sposta brevemente su Goku Super Saiyan e riappare il messaggio riguardante la disperazione.

La nuova trasformazione di Freezer nel trailer della pellicola.

Il 17 novembre, nell'anteprima del numero di gennaio 2015 del V-Jump (uscito il 21 novembre), viene svelato il personaggio che tornerà in vita: Freezer. Inoltre, sono mostrate altre informazioni: la data d'uscita (sia in 2D che in 3D), il titolo, una breve trama, i due nuovi personaggi (Sorbet (ソルベ) e Tagoma (タゴマ), sottoposti di Freezer) e la locandina, che mostra Freezer, Goku, Vegeta, Piccolo, Gohan, Crilin, Bills, Whis, Sorbet e Tagoma.
Nel numero completo della rivista, Toriyama spiega che l'idea gli è venuta in mente mentre ascoltava il singolo "F" dei Maximum the Hormone, che conobbe grazie ad un amico mentre pensava alla trama del nuovo film. Toriyama dice che la canzone descrive Freezer con toni volgari ma forti e che, per ringraziare la band, decise di usare il nome della canzone nel titolo; la canzone è presente anche nel film, ovvero nel scena della resurrezione di Freezer e nel suo combattimento con Goku.
Prosegue dicendo che conosce molto bene la personalità di Freezer, il che lo ha aiutato nello sviluppare la trama, oltre ad annunciare che non è stato semplicemente riportato in vita, ma darà vita ad una battaglia tremenda. La rivista allega una frase promozionale di Freezer: "Lasciate che vi mostri... la mia ulteriore forma!". Infine, viene rivelato che chi ordinasse i biglietti in anticipo riceverebbe due chain di Goku e Freezer. Il sito ufficiale viene aggiornato il 21 novembre con la locandina e con un'unica sezione disponibile, oltre al primo messaggio di Toriyama sul suo coinvolgimento nel film.

## Promozione
Il 6 dicembre viene pubblicato il secondo trailer ufficiale, che mostra delle scene del film e alcune frasi dei personaggi: Piccolo annuncia che la potenza di Freezer è diventata di un altro livello rispetto alla loro, mentre Freezer stesso usa la frase già scritta sul V-Jump. Il sito ufficiale è nuovamente aggiornato, questa volta con le sezioni "News", "Introduzione", "Storia", "Video" e "Contenuti speciali", ovvero un messaggio vocale di Ryūsei Nakao, il doppiatore di Freezer. Vengono inoltre rivelati il cast completo e quasi tutti i doppiatori.
Il numero di febbraio 2015 del V-Jump, uscito il 20 dicembre, mostra il character design di Gohan, che indosserà una specie di tuta sportiva nel film, invece della solita divisa. Dal Jump Festa 2015, tenutosi il 20 ed il 21 dicembre, emergono altri dettagli sulla trama: Freezer si allenerà per la prima volta in vita sua, Crilin diventerà un poliziotto, Goku non si trasformerà in Super Saiyan all'inizio del suo scontro con Freezer, Freezer ha 1000 soldati e Gohan usa la tuta perché non riesce a trovare la sua vecchia divisa.
Il numero 6/7 del settimanale Weekly Shonen Jump, pubblicato il 5 gennaio in Giappone, mostra il character design di Crilin e annuncia che "F" sarà insert song ufficiale del film. Sempre per quanto riguarda la colonna sonora, il 15 gennaio viene reso noto che le Momoiro Clover Z si occuperanno della theme song del film.
Il numero di marzo 2015 del V-Jump, uscito il 22 gennaio, elenca i cinema giapponesi nei quali è stato mostrato il film in anteprima, tra il 30 marzo ed il 2 aprile. Gli spettatori sono stati scelti tramite una lotteria.
Il 3 marzo Toei Animation pubblica un altro trailer ufficiale, nel quale viene mostrata per la prima volta la nuova trasformazione di Freezer. Il trailer usa sia il brano "F" che la theme song fatta dalle Momoiro Clover Z.
Il 9 luglio 2015 Lucky Red ha pubblicato il trailer ufficiale del film in italiano e come colonna sonora del trailer è accompagnato dalla storica sigla di Giorgio Vanni What's My Destiny Dragon Ball.

## Distribuzione
| Paese               | Data d'uscita                                                 |
| ------------------- | ------------------------------------------------------------- |
| Giappone            | 18 aprile 2015                                                |
| Taiwan              | 1º maggio 2015                                                |
| Malaysia            | 7 maggio 2015                                                 |
| Hong Kong           | 21 maggio 2015                                                |
| Thailandia          | 21 maggio 2015                                                |
| Filippine           | 10 giugno 2015                                                |
| Singapore           | 10 giugno 2015                                                |
| Brasile             | 18 giugno 2015                                                |
| Cile                | 18 giugno 2015                                                |
| Costa Rica          | 18 giugno 2015                                                |
| Rep. Dominicana     | 18 giugno 2015                                                |
| Ecuador             | 19 giugno 2015                                                |
| Messico             | 19 giugno 2015                                                |
| Argentina           | 25 giugno 2015                                                |
| Bolivia             | 25 giugno 2015                                                |
| Colombia            | 26 giugno 2015                                                |
| Paraguay            | 26 giugno 2015                                                |
| Venezuela           | 26 giugno 2015                                                |
| Vietnam             | 27 giugno 2015                                                |
| Stati Uniti         | 4 agosto 2015                                                 |
| Canada              | 4 agosto 2015                                                 |
| Nuova Zelanda       | 6 agosto 2015                                                 |
| Australia           | 6 agosto 2015                                                 |
| Trinidad e Tobago   | 19 agosto 2015                                                |
| Emirati Arabi Uniti | 10 settembre 2015                                             |
| Belgio              | 11 settembre 2015 (ver. sott.) 11 settembre 2015 (ver. dopp.) |
| Francia             | 11 settembre 2015 (ver. sott.) 11 settembre 2015 (ver. dopp.) |
| Italia              | 12 settembre 2015                                             |
| Regno Unito         | 30 settembre 2015                                             |
| Corea del Sud       | 1º ottobre 2015                                               |
| Serbia              | 22 ottobre 2015                                               |
| Macedonia del Nord  | 29 ottobre 2015                                               |
| Spagna              | 6 novembre 2015                                               |
| Germania            | 8 settembre 2016                                              |

### Edizione italiana
Come per il film precedente, il doppiaggio italiano è stato eseguito dalla CDC Sefit Group di Roma e diretto da Fabrizio Mazzotta, che ha anche realizzato l'adattamento dei dialoghi. Il cast vocale è diverso da quello delle serie televisive (doppiate a Milano, così come la seconda edizione dei precedenti film del franchise, tranne l'ultimo che ha solo il doppiaggio romano) ed è lo stesso, con una eccezione, del film precedente, che a sua volta aveva ripreso in larga misura il cast utilizzato tra il 1996 e il 1999 per la prima edizione dei precedenti film, anch'essi doppiati a Roma con la direzione di Mazzotta. L'unica variazione rispetto al film precedente è nel personaggio del drago Shenron, per cui Luca Ward viene sostituito da Rodolfo Bianchi. Inoltre Freezer, che nel primo doppiaggio dello special Dragon Ball Z - Le origini del mito e del film Dragon Ball Z - Il diabolico guerriero degli inferi aveva la voce di Gerolamo Alchieri, viene invece doppiato da Loris Loddi, mentre Daniele Raffaeli, che nel film precedente aveva doppiato Trunks da bambino, in questo film doppia Trunks da adulto, che nei precedenti doppiaggi romani dei film era doppiato da Massimiliano Alto. Nel cast è presente in un ruolo minore Luigi Scribani (doppiatore ex milanese in seguito trasferitosi a Roma), che era stato la voce di Crilin da adulto nelle serie Dragon Ball, Dragon Ball Z e Dragon Ball GT, e nei ridoppiaggi milanesi dei film; Scribani tornerà in seguito a doppiare Crilin anche nella serie Dragon Ball Super e nel film Dragon Ball Super: Super Hero.
Come nel precedente film, nonostante vengano usati perlopiù gli adattamenti dei precedenti film (tendenzialmente più fedeli all'originale), sono stati mantenuti alcuni nomi e pronunce dell'edizione italiana di Dragon Ball Z, come il termine "Supremo" per indicare la carica di "Dio della Terra", Namecciani invece di Namekkiani (sebbene siano entrambi corretti adattamenti), l'uso del termine "rilevatore" per indicare lo "scouter" (il dispositivo di misura della forza combattiva), mentre nel nome di Freezer la lettera Z viene pronunciata come una S sonora (diversamente dai doppiaggi dei precedenti film nei quali veniva pronunciata come una Z sonora); discorso diverso per Majin Bu, che viene pronunciato "magimbù". Il personaggio di Jiaozi non compare ma Tenshinhan pronuncia il suo nome nel modo corretto, ossia "ciaozu" (rispettando la trascrizione giapponese "Chaozu"), invece di "Jiaozi" (la cui pronuncia è "giaozi"), l'adattamento errato usato da sempre nel manga e mai corretto nelle varie edizioni.

### Edizioni home video
In Giappone il DVD è uscito il 7 ottobre 2015 mentre in Italia è stato distribuito da Lucky Red a partire dal 21 gennaio 2016 in DVD, Blu-ray e Blu-ray 3D.

## Riconoscimenti
- 2016 - Japan Academy Award
  - Candidatura come miglior film d'animazione

## Manga
- La fase iniziale del film è stata adattata in un manga di tre capitoli disegnato da Toyotarō. Il primo capitolo è uscito il 21 febbraio 2015.[18]
- La trasformazione di Super Saiyan God Super Saiyan, per il nome troppo lungo, è stata rinominata Super Saiyan blu, nel manga di Dragon Ball Super.[19]
- Nel dicembre del 2015 è stato distribuito un anime comic derivato dai fotogrammi del film.
- In occasione dell'uscita del film nei cinema è stato pubblicato, in un numero limitato, di copie, un volumetto intitolato Dragon Ball Volume "F", una guida al film scritta da Toriyama contenente i bozzetti di Toriyama dei personaggi e delle trasformazioni, dettagli sulla trama e lo script completo del film.